# Чебуренки
Чебуре́нки — деревня в Марьяновском районе Омской области России. Входит в состав Грибановского сельского поселения.

## История
Основана в 1900 году. В 1928 г. посёлок Чебуренково состоял из 45 хозяйства, основное население — русские. В составе Нокинского сельсовета Борисовского района Омского округа Сибирского края.

## Население
| 2010 |
| ---- |
| 178  |

Гендерный состав
По данным Всероссийской переписи населения 2010 года в гендерной структуре населения из 178 человек мужчин — 93, женщин — 85	(52,2 и 47,8 % соответственно)
Национальный состав
В 1928 г. основное население — русские.
Согласно результатам переписи 2002 года, в национальной структуре населения русские составляли 77 % от общей численности населения в 190 чел..

## Инфраструктура
Личное подсобное хозяйство.

## Транспорт
Просёлочные дороги.